# Stearin
Stearin er en animalsk eller vegetabilsk ester som især anvendes i stearinlys.
Det har formlen C3H5(C17H35COO)3.
Stearinsyre er den tilsvarende fedtsyre, en mættet fedtsyre med formlen C17H35COOH.